# Женский портрет в профиль
«Женский портрет в профиль», или «Портрет юной невесты» (итал. La bella principessa, «Прекрасная принцесса») — портрет девушки в профиль, в костюме эпохи Возрождения, выполненный на листе пергамента красным, чёрным и белым мелом.
По мнению оксфордского профессора Мартина Кемпа, этот портрет — работа Леонардо да Винчи, изображающая Бьянку Сфорца, узаконенную дочь миланского правителя Лодовико Моро.

## Владельцы
В 1998 году на аукционе «Кристис» вдова швейцарского реставратора, жившего во Флоренции, продала неизвестный ранее женский портрет в профиль. Аукционный дом определил, что автор произведения — немецкий мастер начала XIX века (один из назарейцев). Графическую работу за 19 000 долларов США приобрёл арт-дилер Питер Сильверман. Впоследствии портрет был вновь перепродан, на этот раз частным образом, и в настоящее время принадлежит жителю Канады, который не хочет называть своего имени.
После того, как произведение было атрибутировано Леонардо да Винчи, его первоначальный владелец заявил о намерении подать в суд на аукционный дом за введение в заблуждение относительно авторства работы.

## Аргументы в пользу авторства Леонардо
Приобретая рисунок, Сильверман рассчитывал, что он может оказаться не поздней стилизацией под искусство Возрождения, как полагали сотрудники «Кристис», а подлинным произведением той эпохи. Заказанный им радиоуглеродный анализ позволил установить, что пергамент изготовлен в промежуток с 1440 по 1650 годы. О своём вкладе в атрибуцию произведения Сильверман рассказал в книге «Потерянная принцесса Леонардо» (Leonardo’s Lost Princess, 2012).
Опрошенные владельцем специалисты склонялись к тому, что это памятник Северного Возрождения: итальянские художники кватроченто не работали в технике пастели. Однако Кристина Геддо, специалист по леонардескам, обратила в 2008 году внимание, что женщина одета по моде Милана конца XV века. Убранство головы приводит на ум причёску «прекрасной Ферроньеры». К тому же штриховка на рисунке явно выполнена левой рукой. Среди миланских художников конца XV века известен только один левша — Леонардо да Винчи.
К экспертизе привлекли Карло Педретти, директора Центра исследований наследия Леонардо да Винчи при университете Лос-Анджелеса, и Николаса Тёрнера, бывшего куратора отдела рисунков Британского музея и Музея Гетти. Оба высказались, что это либо очень качественная копия ученика Леонардо, либо новое, неизвестное ранее произведение самого Леонардо. Однако наибольший резонанс вызвало сделанное в 2009 г. заявление специалиста по дактилоскопии Питера Биро о том, что внизу рисунка хорошо различим отпечаток пальца, «весьма напоминающий» отпечаток на ватиканском «Святом Иерониме» Леонардо да Винчи.
Наиболее энергично за атрибуцию рисунка Леонардо высказался Мартин Кемп из Оксфордского университета. В книге La Bella Principessa. The Profile Portrait of a Milanese Woman (2010) он собрал множество аргументов в пользу этой атрибуции: тонко выписанные детали, штриховка левой рукой, следы многочисленных изменений в ходе реализации замысла. По аналогии с «Прекрасной Ферроньерой» он окрестил произведение «Прекрасной принцессой» (La Bella Principessa).

## Аргументы против авторства Леонардо
Руководители мировых музеев, в том числе таких крупных, как нью-йоркский Метрополитен и венская Альбертина, отнеслись к известию об открытии новой работы Леонардо да Винчи с нескрываемым скепсисом. В пользу гипотезы о подделке — отсутствие внятного провенанса, сухость и некоторая монотонность исполнения, а также то, что Леонардо никогда не работал с пергаментом.
В конце 2011 года Лондонская Национальная галерея провела беспрецедентную по полноте выставку произведений Леонардо да Винчи миланского периода. На ней публике впервые был представлен как работа мастера неизвестный ранее «Спаситель мира». В то же время организаторы выставки вообще не посчитали нужным как-либо упомянуть «Женский портрет в профиль».
Специалист по творчеству назарейцев, Фред Клайн, убеждён в авторстве Шнорра фон Карольсфельда (1794—1872), который, как и другие художники этого круга, сознательно имитировал ренессансное искусство. Он даже заявляет, что отыскал среди его графических работ, собранных в маннгеймском музее, зарисовки той же самой девушки.

## Портрет Бьянки Сфорца?

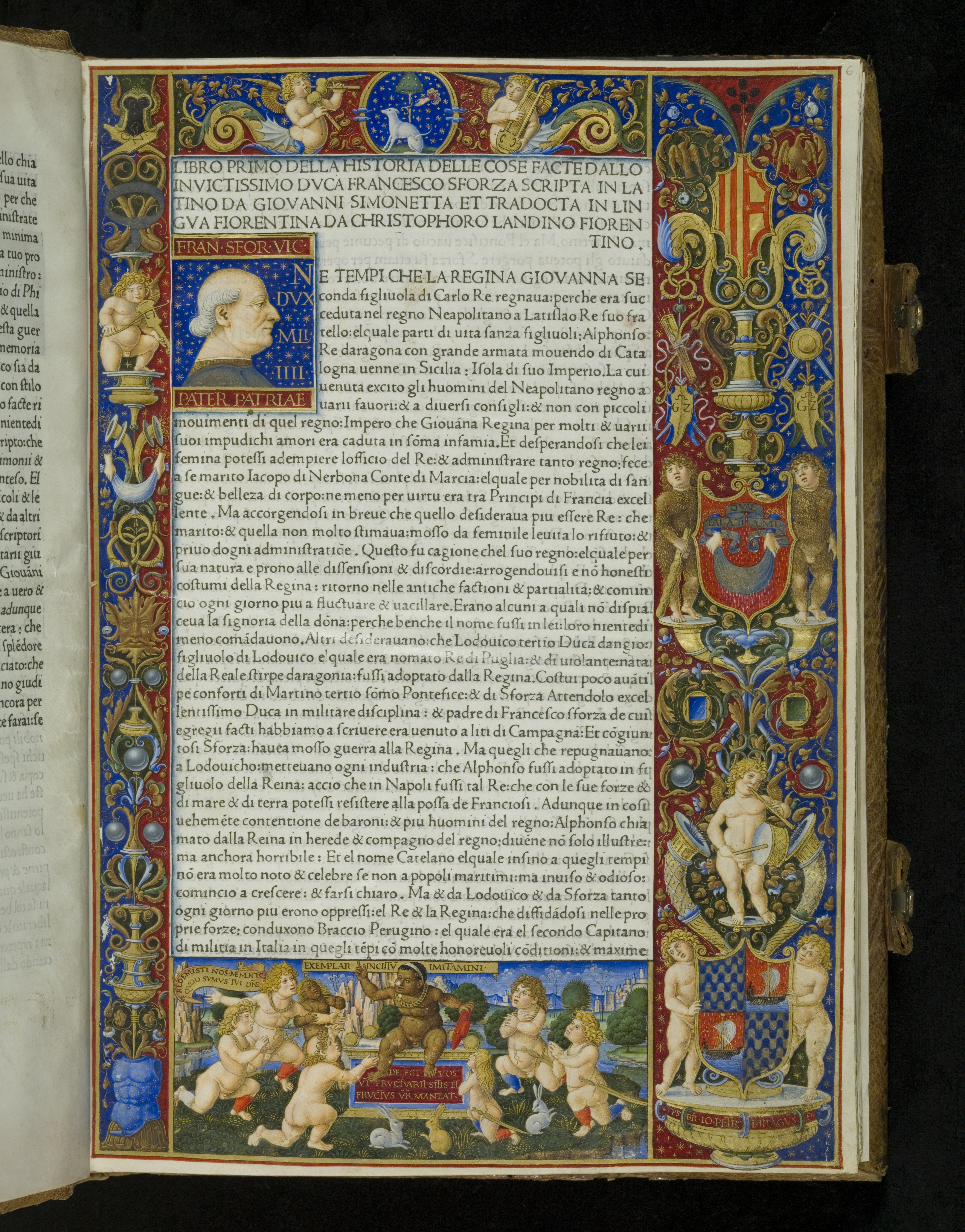
«Сфорциада» из библиотеки Залуских

В упомянутой выше книге профессор Кемп высказывает предположение, что на портрете изображена внебрачная дочь миланского правителя Лодовико Моро — Бьянка Сфорца (1482—1497). В Варшавской Национальной библиотеке он отыскал экземпляр «Сфорциады» — стихотворного панегирика в честь Франческо Сфорца, который сочинил придворный гуманист Джованни Симонетта. Эта инкунабула, происходящая из собрания Залуских, могла попасть в Польшу вместе с Боной Сфорца — миланской принцессой, ставшей польской королевой.
В четыре сохранившихся экземпляра «Сфорциады» перед титульным листом были вклеены рукописные иллюминации на пергаменте, изображавшие владельца книги. Миланский герцог раздавал экземпляры своим родственникам по случаю таких важных событий, как рождение ребёнка или вступление в брак. На варшавском экземпляре отчётливо видно, что страница перед титульным листом вырвана (вероятно, при переплетении книги в XVIII веке). Кемп доказывает, что «Женский портрет в профиль» идеально подходит к местам разрыва.
Это позволяет ему выдвинуть гипотезу, что на портрете изображена владелица этого экземпляра — 13-летняя Бьянка Сфорца. Портрет мог быть выполнен по случаю её брака с генералом Галеаццо Сансеверино, который состоялся в 1496 году. В следующем году Бьянка умерла, после чего владелицей книги и стала её кузина Бона Сфорца.

## Заявления фальсификатора Гринхолша
В 2015 году на авторство стал претендовать британский художник-фальсификатор Шон Гринхолш В своей книге «История фальсификатора»  Гринхолш, отбывший тюремный срок за подделку картин, утверждает, что он написал «Портрет юной невесты» в 1978 году, используя краски на основе естественным образом состаренных пигментов. Прообразом для портрета стала якобы кассирша по имени Салли из супермаркета «Co-Op» в английском Болтоне. Мартин Кемп отреагировал на эти утверждения скептически.